# Mesochorus arenarius
Mesochorus arenarius là một loài tò vò trong họ Ichneumonidae.